# 맥라렌

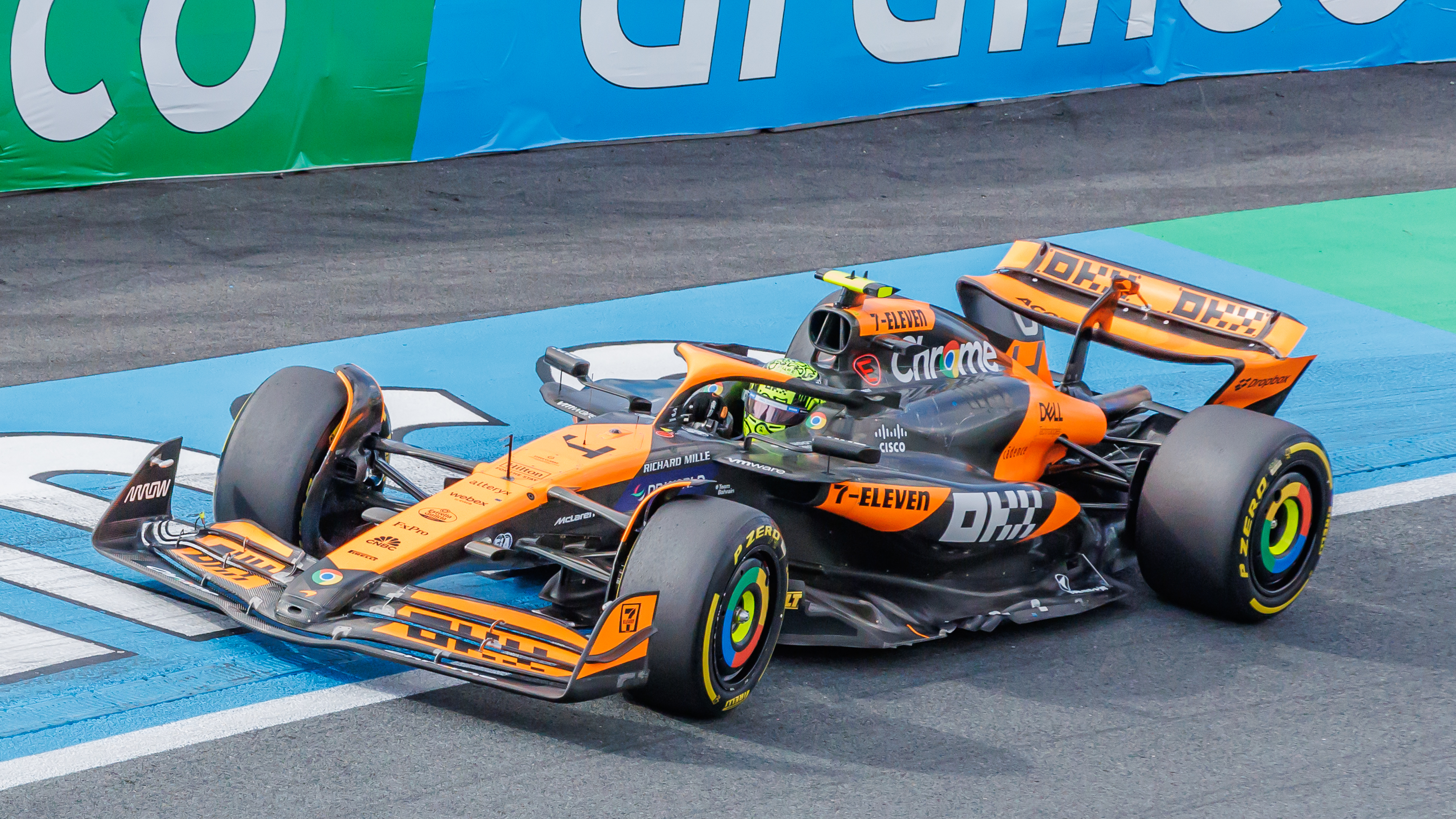
2024년 네덜란드 그랑프리에서 경주중인 맥라렌의 랜도 노리스

맥라렌 F1 팀(영어: McLaren F1 Team)은 영국 서리주 워킹에 근거지를 두고 있는 포뮬러 원 팀이다. 1963년 브루스 매클래런에 의해 창단된 이 팀은 페라리에 이어 현재 포뮬러 원에서 두 번째로 오래 된 팀이다. 1966년 모나코 그랑프리 이후 포뮬러 원에 참가하기 시작하여 2024년 시즌까지 189회의 그랑프리 우승과 12회의 드라이버 챔피언십 우승, 9회의 컨스트럭터 챔피언십 우승을 거두었다.
2000년 이후 메르세데스와 협업하였으나 2015년부터는 메르세데스와 결별하고 1988년부터 1992년까지 파트너였던 혼다와 다시 파트너십 계약을 체결하였다. 그러나 혼다 엔진의 퍼포먼스가 매우 열악하여 2015~2017년에 매우 저조한 성적을 거두었고 2018년 시즌부터 르노 엔진을 사용하였다가 2021년 시즌 이후 다시 메르세데스 엔진을 사용하고 있다.